# مزرعة حسن أبادو (قهاب رستاق)
مزرعة حسن أبادو (بالإنجليزية: Mazraeh-ye Hasanabadu)‏ هي مستوطنة تقع في إيران في قسم قهاب رستاق الريفي.